# Andrei Cristea
Andrei Cristea (Bacău, el 15 de mayo de 1984) es un exfutbolista y entrenador rumano, su último equipo fue el CS Mioveni de la Liga II. Fue internacional absoluto por Rumania y jugaba como delantero.

## Carrera profesional
Cristea comenzó su actividad futbolística en su ciudad natal e hizo su debut en Divizia A en 2001 con el FCM Bacău, donde permaneció tres temporadas.

### Steaua Bucureşti
En 2004 el delantero fichó por el Steaua Bucureşti por más de un millón de dólares. Sin embargo, Cristea no logró ganarse un lugar en el primer equipo allí, a pesar de anotar los dos goles que eliminaron al Valencia CF en la Copa de la UEFA 2004-05. Su caída en desgracia se consumó en el verano de 2006 cuando fue traspasado.

### Politehnica Timişoara
Mientras que el FC Sochaux había tomado un interés inicial en el joven delantero, fue fichado finalmente por el Politehnica Timişoara, en un intercambio con Gigel Coman al Steaua Bucureşti.
Después de no poder impresionar en el Politehnica Timişoara, fue cedido al Poli Iaşi para la segunda parte de la temporada 2007-08, donde tuvo un gran papel en salvar al equipo del descenso, firmando grandes actuaciones ante el CFR Cluj (1 - 0) y su exequipo, el Steaua Bucureşti (2-1).

### Dinamo Bucureşti
El 9 de mayo de 2008, Andrei Cristea firmó un contrato de cinco años con el Dinamo, sólo seis días antes de cumplir 24 años. Empezó a anotar para el equipo rojiblanco en los partidos amistosos que jugaron en la pretemporada. Cristea sólo jugó la primera mitad de la temporada para el Dinamo, anotando dos goles en ocho partidos y entró en la historia del Dinamo al marcar el gol que llevó a la victoria 1.000 del equipo en todos los tiempos del campeonato nacional contra el Farul Constanta.
Sin embargo, Cristea se marchó cedido en el mercado de invierno, nuevamente, al Poli Iaşi, donde fue muy bien recibido y anotó siete goles en 15 partidos, goles que resultaron ser cruciales para volver a ayudar al equipo a seguir en primera división. Regresó al Dinamo en verano y dijo que, debido a que era querido en el Poli Iaşi, quería retirarse del fútbol en diez años o más en este equipo.
A su regreso a Bucarest, el ariete se convirtió en un jugador muy importante, marcando goles que dieron importantes victorias en Liga I, de la Copa de Rumania o de la UEFA Europa League. A pesar de que su primera etapa en el equipo del barrio de Stefan cel Mare no fue positiva, Cristea demostró ser un jugador que los entrenadores y aficionados podían confiar, con sus actuaciones consistentes y estable, sus modestas opiniones y estilo de vida discreto. Fue el máximo goleador de la liga rumana en la temporada 2009-10 con 16 goles.

### Karlsruher
El 16 de enero de 2011, Andrei Cristea fichó por el Karlsruher en un intento de evitar el descenso de la 2.Bundesliga. El 13 de febrero, Cristea marcó dos goles contra el líder de la 2.Bundesliga, el Hertha BSC. Estos fueron sus primeros goles en el club alemán.
El 27 de febrero, anotó el último gol del partido en la derrota 1-4 ante el FC Ingolstadt 04, después de salir como reserva. El 11 de marzo, Cristea marcó el primer gol del partido Karlsruhe-Duisburg, con marcador final de 3-1. El 15 de mayo, en la última jornada de la 2.Bundesliga, el delantero rumano salvó su equipo del descenso, al anotar un doblete en la victoria por 3-2 contra el Union Berlin.
La temporada siguiente (2011-12) el Karlsruhe descendió en el partido de promoción y Cristea dejó el club, convirtiéndose en agente libre.

### Regreso al Dinamo
Inicialmente, Cristea quería quedarse en Alemania, donde tuvo ofertas de Ingolstadt y Energie Cottbus. Pero el Dinamo se mostró muy interesado en volver a contar con sus servicios y Cristea aceptó regresar a Bucarest, donde tuvo la oportunidad de trabajar con el entrenador Dario Bonetti.

## Trayectoria
| Club                      | País       | Año         |
| ------------------------- | ---------- | ----------- |
| FCM Bacău                 | Rumania    | 2001–2004   |
| Steaua București          | Rumania    | 2004–2006   |
| Politehnica Timișoara     | Rumania    | 2006–2008   |
| Politehnica Iași (cedido) | Rumania    | 2008        |
| Dinamo București          | Rumania    | 2008–2010   |
| Politehnica Iași (cedido) | Rumania    | 2009        |
| Karlsruher SC             | Alemania   | 2011–2012   |
| Dinamo Bucureşti          | Rumania    | 2012- 2013  |
| FC Brasov                 | Rumania    | 2013 - 2014 |
| FK Qäbälä                 | Azerbaiyán | 2014 - 2015 |
| Salernitana               | Italia     | 2015 - 2016 |
| AS Martina Franca         | Italia     | 2016        |